# Kawasaki Frontale
El Kawasaki Frontale és un club japonès de futbol de la ciutat de Kawasaki.

## Història
El club va ser fundat l'any 1955 amb el nom de Fujitsu SC. Debutà a la primera divisió de la JSL el 1977. L'any 1997 esdevingué professional i adoptà el nom de Kawasaki Frontale. "Frontale" significa "capdavanter" en italià. L'escut i els colors estan basats en els del Grêmio brasiler, amb qui coopera des del 26 de març de 1997. Debutà a la segona divisió de la J. League el 1999.
La seva trajectòria ha estat la següent:
- J1 League: 2017, 2018
- Japan Soccer League: 1972 - 1991 (Fujitsu)
- Japan Football League: 1993 - 1998 (Fujitsu : 1992 - 1995; Fujitsu Kawasaki : 1996; Kawasaki Frontale : 1997 - 1998)
- J. League Div.2 : 1999
- J. League Div.1 : 2000
- J. League Div.2 : 2001 - 2004
- J. League Div.1 : 2005 - present

## Futbolistes destacats
- Jorge Dely Valdés
- Momodu Mutairu